# Papuanella graxa
Papuanella graxa är en insektsart som beskrevs av Medler 2000. Papuanella graxa ingår i släktet Papuanella och familjen Flatidae. Inga underarter finns listade i Catalogue of Life.